# Odd Future
Odd Future Wolf Gang Kill Them All，通常简称为Odd Future，也常缩写为OF或OFWGKTA，是美国的一个另类嘻哈音乐团体，成立于2007年的加利福尼亚州洛杉矶。最初的成员是造物主泰勒、蔬菜凱西、霍奇、Left Brain、马特·火星、贾斯珀·多尔芬、運動衫小霸王、特拉维斯·贝内特（Taco）和Syd。后来的成员包括brandUn DeShay、维里特拉、Domo Genesis、Mike G、L-Boy、弗兰克·奥申和娜-凯尔·史密斯。
Odd Future在2008年自行发行了他们的首张混音带《The Odd Future Tape》，并在随后的几年里发行了各种个人和合作项目。2010年，他们发行了他们的第二张混音带《Radical》，并在2010年代初期获得了巨大的知名度。他们的首张录音室专辑《The OF Tape Vol. 2》于2012年发行。除了音乐，Odd Future还制作了在Adult Swim播出的喜剧短剧节目《Loiter Squad》，该节目从2012年持续到2014年。
自2016年以来，该组合的官方状态一直存在争议。虽然没有明确的公告表明正式解散，但该组合一直处于完全不活跃状态，许多成员暗示他们没有继续合作的计划。因此，该组合通常被认为已经解散。尽管他们不活跃，但在2018年和2023年都举办了重聚演出。

## 历史

### 2007–2010: 成立、早期发行和知名度提升
Odd Future成立于2007年的洛杉矶南区，由造物主泰勒与蔬菜凱西、霍奇、Left Brain、the Super 3（Matt Martians的制作三人组，包括虚构人物Betty Vasolean和Yoshi Jankins Jr.）和贾斯珀·多尔芬共同创立。该组合的所有成员都是说唱歌手、制作人、电影制作人、滑板爱好者和服装设计师。该组合的录音风格以其反叛、赤裸诚实和充满脏话的歌词而闻名。
2008年初，Casey Veggies发行了《Customized Greatly, Vol. 1》，其中几首歌曲有造物主泰勒的参与。2008年11月15日，Odd Future发行了他们的首张混音带《The Odd Future Tape》。
2009年7月7日，Hodgy发行了他的首张混音带《The Dena Tape》。2009年12月25日，造物主泰勒发行了他的首张混音带《Bastard》。2008年，来自芝加哥的说唱歌手brandUn DeShay和来自亚特兰大的制作人维里特拉加入了该团体；后者加入了Matt Martians的Super 3，他们在前者更名为the Jet Age of Tomorrow之前，与前者一起发行了《The Super D3Shay》EP。 運動衫小霸王、Domo Genesis、Mike G、弗兰克·奥申和娜-凯尔·史密斯在2009年至2010年间加入了该组合。 運動衫小霸王的首张混音带《Earl》于2010年3月在Tumblr上发布。由Hodgy和Left Brain组成的二人组MellowHype于2010年2月24日发行了他们的首张混音带《YelloWhite》，他们的首张专辑《BlackenedWhite》也于2010年发行。 Domo Genesis于2010年8月30日发行了他的首张混音带《Rolling Papers》，Mike G于2010年发行了混音带《Ali》。 该团体还在2010年中期发行了他们的第二张混音带《Radical》。
2010年11月，Odd Future完成了为期两站的巡演，第一站是2010年11月5日在伦敦。 第二站是2010年11月8日在纽约市。 他们的演唱会与朋克摇滚演出类似，包括舞臺跳水、衝撞，以及成员们对观众的挑衅。 

### 2011–2014: 个人发行、《The OF Tape Vol. 2》和《Loiter Squad》

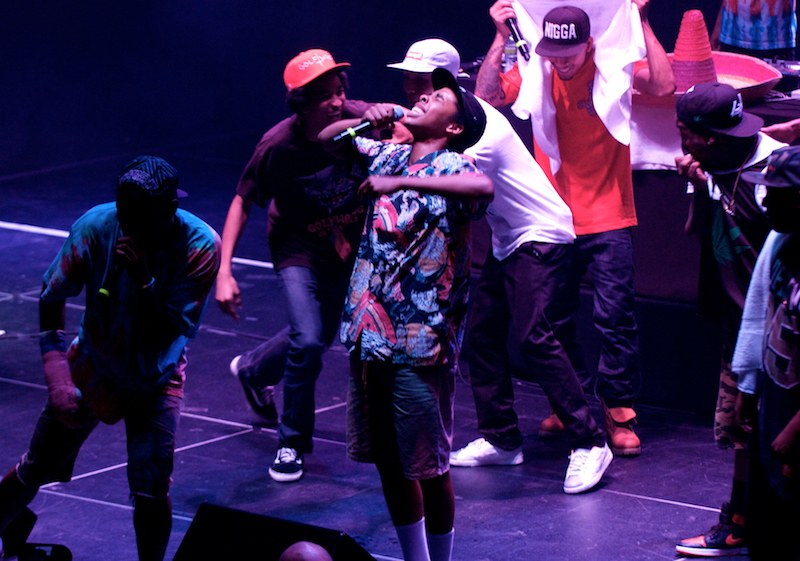
運動衫小霸王于2012年3月与Odd Future的其他成员一起演出

MellowHype于2011年7月12日通过Fat Possum Records重新发行了《BlackenedWhite》。 弗兰克·奥申于2011年2月16日自行发行了他的首张混音带《Nostalgia, Ultra》。 造物主泰勒与XL唱片签署了一份单张专辑协议，并于2011年5月10日发行了他的首张专辑《小妖精》。他们获得了狂热的追随者，并从博客和杂志上获得了媒体关注。  2011年4月，该组合与RED Distribution和索尼音乐娱乐签署了一份协议，创立了他们自己的唱片公司Odd Future Records。  2011年8月2日，Odd Future在他们的网站上宣布了2011年Golf Wang巡演。该巡演包括27站，从2011年9月28日在美国加利福尼亚州圣地亚哥的House of Blues开始。
2011年9月8日，有消息称Odd Future将制作一个名为《Loiter Squad》的电视节目。 该节目被宣布为一个素描喜剧节目，包含各种短剧和恶作剧，并于2012年3月在Adult Swim首播。 该节目以泰勒、Jasper、Taco、運動衫小霸王和Lionel为主要演员，Odd Future的其他成员也有客串演出。 该节目由Dickhouse Productions制作，该公司也是电视连续剧《蠢蛋搞怪秀》的制作公司。
2011年10月3日，造物主泰勒在Twitter上发布了一个iTunes的链接，其中包含该组合中艺术家的歌曲合辑，例如Domo Genesis、霍奇、Mike G、the Jet Age of Tomorrow、MellowHype、the Internet和泰勒本人。 该专辑名为《12 Odd Future Songs》，尽管它包含13首歌曲，包括来自the Internet、Mike G和MellowHype的三首新歌。 2012年3月20日，该组合发行了他们的首张录音室专辑《The OF Tape Vol. 2》，作为最初的混音带《The Odd Future Tape》的续集。 同一天，運動衫小霸王，他从2010年6月到2012年2月一直缺席Odd Future，因为他在萨摩亚寄宿学校学习，第一次与该组合在纽约的Hammerstein Ballroom演出。
弗兰克·奥申于2012年7月10日发行了他的首张录音室专辑《橘色頻道》。 2012年下半年，其他个人发行包括Domo Genesis的《No Idols》，与the Alchemist合作，于2012年8月1日发行，以及MellowHype的《Numbers》，于2012年10月9日发行。 2012年12月5日，有消息称弗兰克·奥申在2013年格莱美奖上获得了六项提名，包括最佳新人奖、年度唱片奖（《Thinkin Bout You》）和年度专辑奖（《橘色頻道》）。
2013年4月2日，造物主泰勒发行了他的全新第二张录音室专辑《Wolf》，该专辑获得了评论家的好评，并在美国公告牌二百强排行榜上排名第三，首周销量为89,895张。 運動衫小霸王发行了他的首张录音室专辑。  泰勒和Earl还在2013年进行了EarlWolf夏季巡演。
2014年6月，弗兰克·奥申离开了Odd Future的管理公司4 Strikes Management。 2014年5月，《Loiter Squad》第三季首播。 Earl、泰勒、Jasper、Taco和L-Boy接受了HuffPost Live的深度采访。 2014年8月11日和8月12日，Odd Future在温布利球场（伦敦）为埃米纳姆开场演出。。
2014年9月12日，Odd Future电台在Dash Radio上首播，该电台由DJ Skee在之前一个月推出。 该电台播放直播歌单，提供特殊链接，例如“Taco Tuesday”（也重复在周五），并报道现场活动，例如由Odd Future举办的Camp Flog Gnaw Carnival。

### 2015–至今: 活动减少，随后休止
2015年1月18日，霍奇表示MellowHype不会再发行任何项目，但他和Left Brain将继续合作创作音乐。
2015年5月，造物主泰勒在Twitter上暗示Odd Future可能要解散，他说：“虽然它不再存在，但那七个字母将永远存在”，似乎指的是该组合的缩写“OFWGKTA”，運動衫小霸王也支持泰勒的说法。 
“OFWGKTA”被列入了造物主泰勒的第四届年度Camp Flog Gnaw Carnival的演出阵容中。 出演阵容包括霍奇、Domo Genesis、Mike G和Left Brain。由于泰勒已经有了个人演出，而運動衫小霸王也忙于其他事情，他们没有参加演出。
2016年，关于该组合再次合作创作音乐的传闻开始流传，因为造物主泰勒、運動衫小霸王、Syd、Jasper、Taco和Matt Martians在Afropunk Festival上被拍到在一起的照片。
2016年12月9日，Hodgy发行了他的首张录音室专辑《Fireplace: TheNotTheOtherSide》，这是Odd Future Records发行的最后一张专辑。 2017年2月6日，有消息称MellowHype将在Left Brain的个人混音带《MindGone Vol. 1》中重聚。
造物主泰勒的2017年专辑《花樣男孩》中包含了Odd Future成员弗兰克·奥申、Jasper Dolphin和L-Boy的演唱，但该专辑由哥伦比亚唱片发行。
随着造物主泰勒的2018年单曲《秋葵》的发行，他似乎进一步暗示了Odd Future的解散，歌词中写道：“Golf是我们的设定，不再有OF”。 然而，同年8月8日，Taco在他的Instagram故事中发布了一系列视频，展示了Odd Future在洛杉矶的The Low End Theory俱乐部举办的惊喜演唱会。参加演出的Odd Future成员包括泰勒、Taco、Jasper、Mike G、運動衫小霸王，以及回归的Syd和Hodgy。
2018年，Pitchfork写道，Odd Future的遗产是“让我们直面复杂的真相，并提醒我们，拥抱那些与众不同之处是文化进步的关键。”。
2019年10月23日，Mike G确认Odd Future“仍然在一起”，但他们将不再巡演。
2020年2月17日，泰勒确认Odd Future可能不会再发行专辑，他表示他不认为“他们的风格能够很好地融合在一起，形成一个连贯的整体”。
2023年9月22日，一首名为“New Future Era”的歌曲被发布到Spotify上，这只是一段Drake重复“尴尬”这个词近一分钟的音频片段。这首歌并非真实存在，后来从Spotify上删除了。

## 成员
- 造物主泰勒 – 主唱、制作、音乐录影带导演、服装设计 (2007–至今)
- 蔬菜凱西（英语：Casey Veggies） – 主唱 (2007–2009)[48]
- Hodgy (Hodgy Beats) – 主唱、偶尔担任制作人 (2007–2015,[49][50] 2018-至今)
- Left Brain (Vyron Turner) – 制作、DJ、偶尔担任主唱 (2007–至今)
- 贾斯珀·多尔芬（英语：Jasper Dolphin） – 偶尔担任主唱、炒热气氛、服装设计 (2007–至今)
- Travis Bennett (Taco) – 偶尔担任主唱、DJ、服装设计 (2007–至今)
- 马特·火星 – 制作 (2007–2016)[51][52]
- Syd (Syd tha Kyd) – 工程师、主唱、DJ、制作 (2007–2016,[53] 2018-至今)
- brandUn DeShay（英语：Brandun DeShay） – 主唱 (2008–2010)[54]
- 维里特拉（英语：Pyramid Vritra） – 制作 (2008–2015)
- Domo Genesis – 主唱 (2009–至今)
- Mike G – 主唱、DJ (2009–至今)
- 運動衫小霸王（英语：Earl Sweatshirt） – 主唱 (2009–2010; 2012-至今)
- 弗兰克·奥申 – 主唱、偶尔担任制作人 (2009–至今)[55]
- 娜-凯尔·史密斯（英语：Na-Kel Smith） – 滑板手、炒热气氛、偶尔担任主唱 (2010–2015)
- Eddy Tekeli (LegoHead) - 摄影师 (2010–2015), 服装设计 (2010–2012)
- Sagan Lockhart – 滑板手、摄影师、炒热气氛 (2010–2015)
- Lionel Boyce (L-Boy) – 音乐录影带导演、服装设计、偶尔担任主唱 (2011–至今)
- Lucas Vercetti – DJ、服装设计、偶尔担任主唱 (2011–2015)
- Julian Berman – 摄影师 (2011–2015)
- Luis Perez (Pancho) – 摄影师 (2012–2015)

## 子团体
- MellowHype (2007–2015, 2017-2018, 2022-至今)
  - 霍奇 (主唱、偶尔担任制作人)
  - Left Brain (制作、偶尔担任主唱)
- The Jet Age of Tomorrow (2007–2013, 2017)
  - 马特·火星 (制作、偶尔担任主唱)
  - 维里特拉（英语：Pyramid Vritra） (制作、偶尔担任主唱)
- I Smell Panties (2007–2008)
  - 造物主泰勒 (主唱、制作)
  - 贾斯珀·多尔芬（英语：Jasper Dolphin） (主唱)
- The Super D3Shay (2009)
  - Matt Martians (制作)
  - Pyramid Vritra (制作)
  - brandUn DeShay（英语：Brandun DeShay） (主唱)
- EarlWolf (2009–2014, 2016-至今)
  - 泰勒, the Creator (主唱、制作)
  - 運動衫小霸王（英语：Earl Sweatshirt） (主唱)
- TTDD (2010)[56]
  - 泰勒, the Creator (主唱、制作)
  - Travis Bennett (主唱)
  - Jasper Dolphin (主唱)
  - Domo Genesis (主唱)
- the Internet（英语：The Internet (band)） (2011–至今)
  - Syd（英语：Syd (singer)） (主唱) (2011–至今)
  - Matt Martians (键盘、主唱) (2011–至今)
  - Tay Walker (键盘) (2013–2016)
  - Jameel Bruner (键盘) (2011–2013)
  - Patrick Paige II (贝斯吉他) (2013–至今)
  - Christopher Smith (鼓) (2013–至今)
  - Steve Lacy (吉他、主唱) (2015–至今)
- MellowHigh (2011–2015, 2017)
  - Hodgy (主唱、偶尔担任制作人)
  - Domo Genesis (主唱)
  - Left Brain (制作、偶尔担任主唱)
- Sweaty Martians (2012–2014)
  - 運動衫小霸王 (制作)
  - Matt Martians (制作)
- Trashwang (2012–2014)
  - Odd Future
  - Trash Talk（英语：Trash Talk (band)）
- Hog Slaughta Boyz (2015)
  - 運動衫小霸王 (主唱)
  - 娜-凯尔·史密斯（英语：Na-Kel Smith） (主唱)

## 争议
Odd Future计划在2014年2月的Rapture Festival（奥克兰）上演出，作为埃米纳姆的暖场嘉宾。该组合最初不在演出阵容中，但由于演唱会门票已经售罄，他们代替了肯德里克·拉马尔。  一个反暴力组织发起了阻止Odd Future演出的运动，部分原因是该组合的粉丝此前曾对公众成员进行暴力行为，以及该组合的歌词被指控支持强奸和对女性的暴力行为。  新西兰移民局以煽动暴力的理由取消了该组合部分成员的签证。
2015年，造物主泰勒因其早期专辑《Bastard》和《小妖精》中被指控带有恐同和暴力的歌词内容，被禁止进入英国3-5年。 
造物主泰勒的英国禁令后来被解除， 使得他为宣传他的第五张录音室专辑《Igor》在伦敦举办的演出可以顺利举行。然而，他的演出因警方表达的安全担忧而被迫取消，警方称演出“人满为患”且“过于喧闹”。

## 音乐作品

### 录音室专辑
| 标题                   | 专辑详情                                                                  | 最高排行榜排名 | 最高排行榜排名 | 最高排行榜排名 | 最高排行榜排名 | 最高排行榜排名 | 最高排行榜排名 | 最高排行榜排名 | 最高排行榜排名 | 销量          |
| 标题                   | 专辑详情                                                                  | US             | US R&B/HH      | US Rap         | AUS            | CAN            | DEN            | NZ             | UK             | 销量          |
| ---------------------- | ------------------------------------------------------------------------- | -------------- | -------------- | -------------- | -------------- | -------------- | -------------- | -------------- | -------------- | ------------- |
| 《The OF Tape Vol. 2》 | - 发行时间: 2012年3月20日 - 唱片公司: Odd Future - 格式: CD、LP、数字下载 | 5              | 1              | 1              | 34             | 13             | 23             | 40             | 40             | - US: 71,000+ |

### 混音带
- 《The Odd Future Tape》 (2008)
- 《Radical》 (2010)

### 合辑
- 《12 Odd Future Songs》 (2011)

## 奖项和提名
| 年份 | 机构                    | 奖项             | 结果 |
| ---- | ----------------------- | ---------------- | ---- |
| 2011 | O音乐奖                 | 最佳网络诞生艺人 | 提名 |
| 2011 | MTV2 Sucker Free Awards | 2011最佳组合     | 提名 |
| 2013 | NME奖                   | 最佳国际乐队     | 提名 |